# Нас венчали не в церкви
«Нас венчали не в церкви» — советский художественный фильм, снятый в 1982 году Борисом Токаревым на киностудии «Мосфильм». Сюжет основан на записях и письмах революционера-народника, поэта Сергея Синегуба.

## Сюжет
Действие происходит в 1870-х годах. Дочь священника фиктивно выходит замуж за революционера-народника и поэта, чтобы вырваться из гнетущей её обстановки. Молодёжная коммуна организовывает свадьбу и переезд молодожёнов в Томск. Однако, обвенчавшись, молодые люди полюбили друг друга по-настоящему. Когда мужа осуждают и отправляют на каторгу, жена добровольно следует за ним…

## В ролях
- Александр Галибин — Сергей Синегуб, революционер-народник
- Наталья Вавилова — Лариса Чемоданова, дочь священника
- Пётр Вельяминов — отец Василий
- Людмила Гладунко — Анна Кувшинская
- Алексей Жарков — Иван Фёдорович, мировой судья
- Галина Польских — матушка, жена отца Василия
- Борис Бачурин — Пётр
- Дмитрий Попов — Петечка, брат Ларисы
- Татьяна Ухарова — кухарка
- Владимир Кузнецов — попутчик
- Иван Косых — секретарь суда
- Екатерина Дронова — член коммуны
- Ольга Токарева — член коммуны
- Юрий Соколов — член коммуны
- Валерий Фетисов — член коммуны
- Валентин Брылеев — член коммуны
- Владимир Кузнецов — член коммуны
- Валентина Каратаева — член коммуны, поющая (вокал Елены Камбуровой)
- Георгий Бурков — мужик на телеге
- Сергей Волкош — монах
- Рита Гладунко — гостья
- Николай Горлов — архиерей
- Игорь Кашинцев — отец Михаил
- Пётр Меркурьев — реакционер, попутчик Синегуба в поезде
- Анатолий Соловьёв — помещик Губин
- Валентина Березуцкая — женщина на венчании (нет в титрах)
- Вера Бурлакова — тётка в поезде (нет в титрах)
- Виктор Филиппов — хромоногий (нет в титрах)
- Анастасия Немоляева — девочка во дворе Губина (нет в титрах)
- Мария Пискунова — девочка во дворе Губина (нет в титрах)

Романсы исполняет Елена Камбурова.

## Съёмочная группа
- Авторы сценария:
  - Александр Свободин
  - Натан Эйдельман
- Режиссёр: Борис Токарев
- Оператор: Николай Немоляев
- Художник: Леонид Свинцицкий
- Композитор: Исаак Шварц
- Текст песен: Алексей Тимофеев («Нас венчали не в церкви»), Булат Окуджава («Любовь и разлука»), Яков Полонский («Последний вздох»)
- Директор картины: Борис Криштул

## Технические данные
- Производство: Мосфильм
- Художественный
- Полнометражный
- Изображение: широкоэкранное
- Звук: Стерео
- Цвет: цветной
- Плёнка: 35 мм